# Multiplex 22
Multiplex 22 je druhý finální multiplex DVB-T2 v České republice. Provozují ho České Radiokomunikace, a.s. Postupně nahrazoval DVB-T multiplex 2. Během souběžného vysílání DVB-T a DVB-T2 multiplex vysílal jako přechodová síť 12, ve kterém byly šířeny i programy multiplexu 23.

## Televizní a rozhlasové stanice multiplexu 22
| Televizní stanice                    | Logo stanice | Rozhlasové stanice | Logo stanice |
| ------------------------------------ | ------------ | ------------------ | ------------ |
| Prima                                |              | Radio Proglas      |              |
| Prima +1                             |              |                    |              |
| Prima Cool                           |              |                    |              |
| Prima Love                           |              |                    |              |
| Prima Zoom                           |              |                    |              |
| Prima Max                            |              |                    |              |
| Prima Krimi                          |              |                    |              |
| Prima Star                           |              |                    |              |
| Prima Show                           |              |                    |              |
| CNN Prima News HD                    |              |                    |              |
| Óčko                                 |              |                    |              |
| Óčko Star                            |              |                    |              |
| Retro Music TV                       |              |                    |              |
| Nalaďte se na digitální vysílání CRA |              |                    |              |

Až do dokončení přechodu na DVB-T2, které proběhlo v noci z 28. na 29. října, vysílal multiplex 22 stejné stanice, jako přechodová síť 12, tedy i programy multiplexu 23.
30. listopadu 2020 vstoupila v 10 hodin do multiplexu stanice Retro Music TV.
11. ledna 2021 Prima snížila rozlišení z 1440 × 1080p na 1280 × 720p.
3. února 2021 vstoupila do multiplexu stanice Nalaďte se na digitální vysílání CRA.
1. června 2021 vstoupila do multiplexu nová stanice Prima Star. Nahradila pozici Test-1.
5. října 2021 nahradila pozici Test-2 nová stanice Prima Show.
3. ledna 2022 došlo ke snížení rozlišení kanálů FTV Prima z 1280 × 720p na 960 × 540p. Změna se nedotkla pouze stanice CNN Prima News.

## Technické parametry sítě
Multiplex 22 má následující technické parametry:
| Standard | ID sítě | Vysílací mód | Modulace datových nosných | Kódový poměr (FEC) | Ochranný interval | Přenosová rychlost |
| -------- | ------- | ------------ | ------------------------- | ------------------ | ----------------- | ------------------ |
| DVB-T2   | 12609   | 32K          | 256-QAM                   | 2/3                | 1/8               | 33,3 Mbit/s        |

| Program                              | Rozlišení obrazu a datový tok | Hlavní zvuk    | Zvukový popis | Celkem     |
| ------------------------------------ | ----------------------------- | -------------- | ------------- | ---------- |
| Prima                                | 960 × 544p (1 800 kbps)       | 128 kbps       | ano (56 kbps) | 1 984 kbps |
| Prima +1                             | 960 × 544p (1 800 kbps)       | 96 kbps        | -             | 1 896 kbps |
| Prima Cool                           | 960 × 544p (1 800 kbps)       | 128 kbps       | -             | 1 928 kbps |
| Prima Love                           | 960 × 544p (1 800 kbps)       | 128 kbps       | -             | 1 928 kbps |
| Prima Zoom                           | 960 × 544p (1 800 kbps)       | 128 kbps       | -             | 1 928 kbps |
| Prima Max                            | 960 × 544p (1 800 kbps)       | 128 kbps       | -             | 1 928 kbps |
| Prima Krimi                          | 960 × 544p (1 800 kbps)       | 128 kbps       | ano (56 kbps) | 1 984 kbps |
| Prima Star                           | 960 × 544p (1 800 kbps)       | 96 kbps        | -             | 1 896 kbps |
| Prima Show                           | 960 × 544p (1 800 kbps)       | 96 kbps        | -             | 1 896 kbps |
| CNN Prima News HD                    | 1280 × 720p (2 800 kbps)      | 128 kbps       | -             | 2 928 kbps |
| Óčko                                 | 960 × 544p (1 800 kbps)       | 96 kbps        | -             | 1 896 kbps |
| Óčko Star                            | 960 × 544p (1 800 kbps)       | 96 kbps        | -             | 1 896 kbps |
| Retro Music TV                       | 960 × 544p (1 800 kbps)       | 96 kbps        | -             | 1 896 kbps |
| Nalaďte se na digitální vysílání CRA | 1280 × 720p (1 800 kbps)      | 96 kbps        | -             | 1 896 kbps |
| Radio Proglas                        | -                             | 48 kbps (mono) | -             | 48 kbps    |

## Vysílače sítě
Multiplex 22 je šířen z následujících hlavních vysílačů:
| vysílač                      | kanál | polarizace   | výkon (ERP) | kraj |
| ---------------------------- | ----- | ------------ | ----------- | ---- |
| Praha – Žižkov               | 40    | vertikální   | 32 kW       | PHA  |
| Praha – Cukrák               | 40    | horizontální | 100 kW      | STČ  |
| Votice – Mezivrata           | 40    | horizontální | 32 kW       | STČ  |
| Chomutov – Jedlová hora      | 38    | horizontální | 32 kW       | ULK  |
| Ústí nad Labem – Buková hora | 38    | horizontální | 100 kW      | ULK  |
| Cheb – Zelená hora           | 38    | horizontální | 20 kW       | KVK  |
| Jáchymov – Klínovec          | 38    | horizontální | 50 kW       | KVK  |
| České Budějovice – Kleť      | 27    | horizontální | 100 kW      | JHČ  |
| Vimperk – Mařský vrch        | 27    | horizontální | 20 kW       | JHČ  |
| Liberec – Ještěd             | 28    | horizontální | 32 kW       | LBK  |
| Domažlice – Vraní vrch       | 34    | horizontální | 10 kW       | PLK  |
| Plzeň – Krašov               | 34    | horizontální | 100 kW      | PLK  |
| Sušice – Svatobor            | 34    | horizontální | 100 kW      | PLK  |
| Trutnov – Černá hora         | 28    | horizontální | 100 kW      | HKK  |
| Pardubice – Krásné           | 28    | horizontální | 100 kW      | PAK  |
| Jihlava – Javořice           | 28    | horizontální | 100 kW      | VYS  |
| Brno – Barvičova             | 40    | vertikální   | 10 kW       | JMK  |
| Brno – Hády                  | 40    | horizontální | 10 kW       | JMK  |
| Brno – Kojál                 | 40    | horizontální | 100 kW      | JMK  |
| Mikulov – Děvín              | 40    | horizontální | 25 kW       | JMK  |
| Valašské Klobouky – Ploštiny | 22    | horizontální | 25 kW       | ZLK  |
| Zlín – Tlustá hora           | 22    | horizontální | 100 kW      | ZLK  |
| Frýdek-Místek – Lysá hora    | 28    | horizontální | 25 kW       | MSK  |
| Jeseník – Praděd             | 28    | horizontální | 100 kW      | MSK  |
| Ostrava – Hladnov            | 28    | horizontální | 3 kW        | MSK  |
| Ostrava – Hošťálkovice       | 28    | horizontální | 100 kW      | MSK  |